# 阿尔博拉
阿尔博拉（法語：Arboras）是法国埃罗省的一个市镇，属于洛代夫区（Lodève）吉尼亚克县（Gignac）。该市镇总面积6.73平方公里，2009年时的人口为95人。

## 人口
阿尔博拉人口变化图示